# Министър-председател на Франция
Министър-председателят на Франция (на френски: Premier ministre français), официално Министър-председател на Френската република (на френски: Premier ministre de la République française, е ръководител на правителството на Френската република и лидер на нейния Съвет на министрите.
Министър-председателят е титуляр на втората най-висока длъжност във Франция след президентската институция. Президентът, който назначава, но не може да освобождава министър-председателя, може да поиска неговата оставка. Правителството на Франция, включително министър-председателят, може да бъде освободено от Националното събрание. При назначаването си министър-председателят предлага на президента списък с министри. Указите и решенията, подписани от министър-председателя, както почти всички решения на изпълнителната власт, са обект на надзор от системата на административния съд. Някои укази се вземат след съвет от Държавния съвет, който министър-председателят има право да председателства. Министрите защитават програмите на своите министерства пред министър-председателя, който прави избор на бюджета. Степента, в която тези решения са на министър-председателя или президента, често зависи от това дали са от една и съща политическа партия. Ако е така, президентът може да служи както като държавен глава, така и като де факто глава на правителството, докато министър-председателят служи като негов заместник.

## Номиниране
Министър-председателят се назначава от президента на Франция, който теоретично е свободен да избере всеки за поста. На практика, тъй като Националното събрание има правомощието да принуди оставката на правителството чрез гласуване на вот на недоверие, изборът на министър-председател трябва да отразява волята на мнозинството в Националното събрание. В периоди на „съжителство“ министър-председателят е отговорен само пред парламента.
Един пример за „съжителство“ включва назначаването от президента Франсоа Митеран и на Жак Ширак за министър-председател след парламентарните избори през 1986 г. Въпреки че Социалистическата партия на Митеран е най-голямата партия в Националното събрание, тя няма абсолютно мнозинство. Социалистическата партия е в съюз със Съюза за френска демокрация, което им дава необходимото мнозинство.
Докато министър-председателите обикновено се избират измежду редиците на Националното събрание, в редки случаи президентът е избрал лице, което не е длъжностно лице поради опит в бюрокрацията или чуждестранна служба, или успех в управлението на бизнеса – бившият министър на външните работи Доминик дьо Вилпен, например е бил министър-председател от 2005 до 2007 г., без да е заемал изборна длъжност.
Въпреки че изборът на министър-председател от президента трябва да бъде в съответствие с мнозинството в Националното събрание, министър-председателят не е длъжен да иска вот на доверие след съставяне на правителство, след като е легитимиран с назначение от президента и одобрение на правителството. Преди Конституцията от 1958 г. правителството трябва да гласува вот на доверие при встъпване в длъжност.

## Роля
Според член 21 от Конституцията министър-председателят „ръководи дейността на правителството“. Член 20 постановява, че правителството „определя и провежда политиката на нацията“ и включва вътрешни въпроси, докато президентът се концентрира върху формулирането на насоки за националната отбрана и външната политика, докато арбитрира ефективното обслужване на всички държавни органи във Франция. Останалите членове на правителството се назначават от президента „по препоръка на министър-председателя“. На практика министър-председателят действа в съгласие с президента, освен когато има „съжителство“. По време на „съжителството“, според Конституционния съвет, „центърът на тежестта на властта се измества от Елисейския дворец към Матиньонския“, като президентът губи статута си на ръководител на изпълнителната власт. В такива случаи премиерът традиционно упражнява първичност във вътрешните работи, докато президентът ограничава техните действия до отбраната и в по-малка степен до външните работи.
Премиерът може да „ангажира отговорността“ на правителството пред Националното събрание. Този процес се състои в поставяне на законопроект пред събранието и/или събранието сваля правителството, или законопроектът се приема автоматично (член 49). В допълнение към гарантирането, че правителството все още има подкрепа, някои законопроекти, които може да се окажат твърде противоречиви, за да преминат през нормалните правила на събранието, могат да бъдат приети по този начин.
Министър-председателят може да внесе законопроект, който все още не е подписан в Конституционния съвет (член 61). Преди да разпусне събранието, президентът трябва да се консултира с министър-председателя и председателите на двете камари на парламента (член 12). Министър-председателят е единственият член на правителството, който може да внася законодателство в парламента.

## История
По време на Третата република френските конституционни закони от 1875 г. озаглавяват ръководителя на правителството като „Председател на Съвета на министрите“, въпреки че той неофициално се нарича „министър-председател“ или „премиер“ извън Франция.
Председателят на съвета е натоварен със сходни официални правомощия като тези на министър-председателя на Обединеното кралство. На практика това се оказва недостатъчно, за да спечели доверието на многопартийния парламент на Франция. Най-забележителното е, че законодателната власт има властта да принуди целия кабинет да напусне поста чрез вот на недоверие. В резултат на това кабинетите често са сваляни два пъти годишно и има дълги периоди, в които Франция остава само със служебно правителство. При тези обстоятелства президентът на съвета обикновено е доста слаба фигура, чиято сила зависи повече от харизмата, отколкото от формалните правомощия.
След няколко неуспешни опита за засилване на ролята през първата половина на ХХ век по време на Петата република е въведена полупрезидентска система. Именно в този момент постът е официално наречен „министър-председател“ и придобива сегашния си вид. Конституцията от 1958 г. включва няколко разпоредби, предназначени да засилят позицията на министър-председателя, например чрез ограничаване на властта на законодателната власт да порицава правителството. В резултат на това министър-председател е бил цензуриран само веднъж по време на съществуването на Петата република – през 1962 г., когато Жорж Помпиду е свален от власт поради възражения на опозицията срещу усилията на президента Шарл дьо Гол президентът да бъде всенародно избран. На последвалите парламентарни избори във Франция през 1962 г. коалицията на де Гол печели по-голямо мнозинство и Помпиду е преназначен за министър-председател.

## Списък

### XX век
| #   | Име                  | Период на управление                | Политическа партия                          |
| --- | -------------------- | ----------------------------------- | ------------------------------------------- |
| 1.  | Мишел Дебре          | 8 януари 1959 – 14 април 1962       | Съюз за нова република                      |
| 2.  | Жорж Помпиду         | 14 април 1962 – 10 юли 1968         | Съюз за нова република                      |
| 3.  | Морис Кув дьо Мюрвил | 10 юли 1968 – 20 юни 1969           | Съюз на демократите за републиката          |
| 4.  | Жак Шабан-Делмас     | 20 юни 1969 – 6 юли 1972            | Съюз на демократите за републиката          |
| 5.  | Пиер Месмер          | 6 юли 1972 – 27 май 1974            | Съюз на демократите за републиката          |
| 6.  | Жак Ширак            | 27 май 1974 – 26 август 1976        | Съюз на демократите за републиката          |
| 7.  | Раймон Бар           | 26 август 1976 – 21 май 1981        | необвързан десен                            |
| 8.  | Пиер Мороа           | 21 май 1981 – 17 юли 1984           | Социалистическа партия                      |
| 9.  | Лоран Фабиюс         | 17 юли 1984 – 20 март 1986          | Социалистическа партия                      |
| (6) | Жак Ширак            | 20 март 1986 – 10 май 1988          | Сбор за републиката                         |
| 10. | Мишел Рокар          | 10 май 1988 – 15 май 1991           | Социалистическа партия                      |
| 11. | Едит Кресон          | 15 май 1991 – 2 април 1992          | Социалистическа партия                      |
| 12. | Пиер Береговоа       | 2 април 1992 – 29 март 1993         | Социалистическа партия                      |
| 13. | Едуар Баладюр        | 29 март 1993 – 17 май 1995          | Сбор за републиката                         |
| 14. | Ален Жюпе            | 18 май 1995 – 3 юни 1997            | Сбор за републиката                         |
| 15. | Лионел Жоспен        | 3 юни 1997 – 6 май 2002             | Социалистическа партия                      |
| 16. | Жан-Пиер Рафарен     | 7 май 2002 – 31 май 2005            | Съюз за народно движение                    |
| 17. | Доминик дьо Вилпен   | 31 май 2005 – 15 май 2007           | Съюз за народно движение                    |
| 18. | Франсоа Фийон        | 17 май 2007 – 10 май 2012           | Съюз за народно движение                    |
| 19. | Жан-Марк Еро         | 15 май 2012 – 31 март 2014          | Социалистическа партия                      |
| 20. | Манюел Валс          | 31 март 2014 – 6 декември 2016      | Социалистическа партия                      |
| 21. | Бернар Казньов       | 6 декември 2016 – 15 май 2017       | Социалистическа партия                      |
| 22. | Едуар Филип          | 15 май 2017 – 3 юли 2020            | Републиканците / необвързан десен           |
| 23. | Жан Кастекс          | 3 юли 2020 – 16 май 2022            | Република, напред!                          |
| 24. | Елизабет Борн        | 16 май 2022 – 9 януари 2024         | Република, напред!/Renaissance (Възраждане) |
| 25. | Габриел Атал         | 9 януари 2024 – 5 септември 2024    | Renaissance (Възраждане)                    |
| 26. | Мишел Барние         | 5 септември 2024 – 13 декември 2024 | Републиканците                              |
| 27. | Франсоа Байру        | 13 декември 2024 – понастоящем      | Демократично движение                       |